# Troickoje (rejon troicki)
Troickoje (ros. Троицкое) – wieś (sieło) w Rosji, w Kraju Ałtajskim, ośrodek administracyjny rejonu troickiego. W 2010 liczyła 10 033 mieszkańców.